# Lijst van burgemeesters van Kerkrade
Dit is een lijst van burgemeesters van de Nederlandse gemeente Kerkrade in de provincie Limburg.

## Burgemeester van Kerkrade
| Ambtsperiode | Naam burgemeester                               | Partij of stroming | Bijzonderheden |
| ------------ | ----------------------------------------------- | ------------------ | -------------- |
| ?? - ??      | Jan Jacob Reinckens                             |                    |                |
| 1795         | Lambert van Wersch                              |                    |                |
| 1800 - ??    | Augustinus Goswinus Poyck                       |                    |                |
| 1807 - 1830  | Jan Francis Xavier Willebror Lodewijk de Danner |                    |                |
| 1830 - 1836  | Jean Joseph François Marie Hubert Cornéli       |                    |                |
| 1836 - 1850  | Willem Vaessen                                  |                    |                |
| 1850 - 1866  | Jacques Herry                                   |                    |                |
| 1866 - 1870  | J. Henri Jan Savelberg                          |                    |                |
| 1870 - 1880  | Winand L.J. Franssen                            |                    |                |
| 1880 - 1901  | Karl Ignats Jozef Daelen                        |                    |                |
| 1901 - 1909  | Dominique J.M. Savelberg                        |                    |                |
| 1910 - 1915  | Marius Frederikus (Max) Hendricks               |                    |                |
| 1916 - 1941  | Gerardus Hubertus Alphonse Habets               |                    |                |
| 1941 - 1943  | Adrien Marie Pierre Thomassen                   | NSB                |                |
| 1943 - 1944  | Theodorus Adrianus Antonius Maria Copray        |                    |                |
| 1944 - 1948  | Gerardus Hubertus Alphonse Habets               |                    |                |
| 1948 - 1951  | Albertus Petrus Johannes Marie Lempers          |                    |                |
| 1951 - 1957  | Cornelus Johannes Gerardus Becht                |                    |                |
| 1958 - 1969  | Theo Gijsen                                     | KVP                |                |
| 1970 - 1982  | Jo Smeets                                       | KVP / CDA          |                |

## Burgemeester van Kerkrade inclusief Eygelshoven
Tijdens de herindeling van januari 1982 is Eygelshoven zijn status als zelfstandige gemeente kwijtgeraakt en ingedeeld bij de gemeente Kerkrade.
| Ambtsperiode | Naam burgemeester   | Partij of stroming | Bijzonderheden                          |
| ------------ | ------------------- | ------------------ | --------------------------------------- |
| 1982 - 1989  | Jo Smeets           | CDA                |                                         |
| 1989 - 1994  | Jan Mans            | PvdA               |                                         |
| 1994 - 2000  | Thijs Wöltgens      | PvdA               | tevens Eerste Kamerlid (1995-2002)      |
| 2000 - 2019  | Jos Som             | CDA                | vanaf dec. 2018 waarnemend burgemeester |
| 2019 - heden | Petra Dassen-Housen | CDA                |                                         |